# Petovia perversaria
Petovia perversaria är en fjärilsart som beskrevs av M.Gaede 1916. Petovia perversaria ingår i släktet Petovia och familjen mätare. Inga underarter finns listade i Catalogue of Life.